# Varennes-sur-Tèche
Pour les articles homonymes, voir Varennes et Têche (homonymie).
Varennes-sur-Tèche est une commune française, située dans le département de l'Allier en région Auvergne-Rhône-Alpes.

## Géographie

### Localisation
| - OpenStreetMap Limite communale |

La commune de Varennes-sur-Tèche est située à l'est du département de l'Allier, dans l'arrondissement de Vichy et le canton de Moulins-2 depuis les élections départementales de 2015, à la suite du redécoupage des cantons du département.
Six communes (sept en incluant le quadripoint avec Chavroches) jouxtent Varennes-sur-Tèche :
| Chavroches (quadripoint) | Sorbier            |                   |
| Trézelles                | Varennes-sur-Tèche | Bert              |
| Servilly                 | Lapalisse          | Barrais-Bussolles |

### Hydrographie
La commune est traversée par la rivière la Têche.

### Transports
Les routes départementales 23 (de Varennes-sur-Allier au Donjon), 61 (vers Lapalisse), 269 (vers Bert) et 464 (vers Sorbier) traversent la commune.

### Climat
Pour des articles plus généraux, voir Climat d'Auvergne-Rhône-Alpes et Climat de l'Allier.
En 2010, le climat de la commune est de type climat océanique dégradé des plaines du Centre et du Nord, selon une étude du CNRS s'appuyant sur une série de données couvrant la période 1971-2000. En 2020, Météo-France publie une typologie des climats de la France métropolitaine dans laquelle la commune est exposée à un climat océanique altéré et est dans la région climatique Centre et contreforts nord du Massif Central, caractérisée par un air sec en été et un bon ensoleillement.
Pour la période 1971-2000, la température annuelle moyenne est de 11,3 °C, avec une amplitude thermique annuelle de 16,8 °C. Le cumul annuel moyen de précipitations est de 793 mm, avec 10,9 jours de précipitations en janvier et 7,6 jours en juillet. Pour la période 1991-2020, la température moyenne annuelle observée sur la station météorologique de Météo-France la plus proche, sur la commune de Saint-Léon à 10 km à vol d'oiseau, est de 11,7 °C et le cumul annuel moyen de précipitations est de 857,2 mm,. Pour l'avenir, les paramètres climatiques de la commune estimés pour 2050 selon différents scénarios d'émission de gaz à effet de serre sont consultables sur un site dédié publié par Météo-France en novembre 2022.

## Urbanisme

### Typologie
Au 1er janvier 2024, Varennes-sur-Tèche est catégorisée commune rurale à habitat très dispersé, selon la nouvelle grille communale de densité à 7 niveaux définie par l'Insee en 2022.
Elle est située hors unité urbaine. Par ailleurs la commune fait partie de l'aire d'attraction de Lapalisse, dont elle est une commune de la couronne,. Cette aire, qui regroupe 9 communes, est catégorisée dans les aires de moins de 50 000 habitants,.

### Occupation des sols

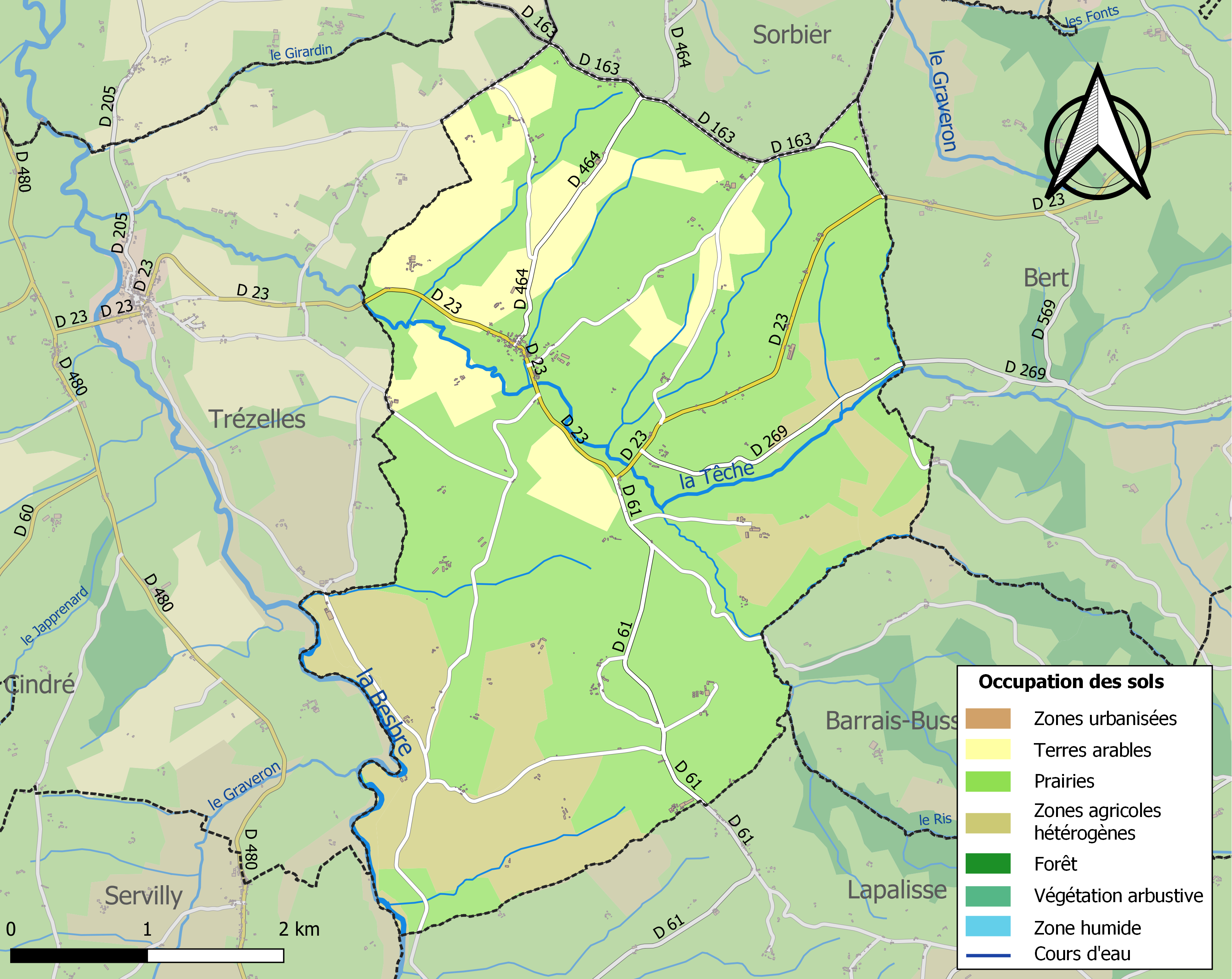
Carte des infrastructures et de l'occupation des sols de la commune en 2018 (CLC).

L'occupation des sols de la commune, telle qu'elle ressort de la base de données européenne d’occupation biophysique des sols Corine Land Cover (CLC), est marquée par l'importance des territoires agricoles (100 % en 2018), une proportion identique à celle de 1990 (100 %). La répartition détaillée en 2018 est la suivante : 
prairies (67,4 %), zones agricoles hétérogènes (19,3 %), terres arables (13,3 %).
L'IGN met par ailleurs à disposition un outil en ligne permettant de comparer l’évolution dans le temps de l’occupation des sols de la commune (ou de territoires à des échelles différentes). Plusieurs époques sont accessibles sous forme de cartes ou photos aériennes : la carte de Cassini (XVIIIe siècle), la carte d'état-major (1820-1866) et la période actuelle (1950 à aujourd'hui).

## Toponymie
Les habitants de la commune s’appellent des Varennois(es).

## Politique et administration
| Période                                  | Période                   | Identité      | Étiquette | Qualité                    |
| ---------------------------------------- | ------------------------- | ------------- | --------- | -------------------------- |
| Les données manquantes sont à compléter. |                           |               |           |                            |
| mars 2001                                | En cours (au 5 juin 2020) | Gilles Berrat | PRG       | Retraité Réélu en mai 2020 |

## Population et société

### Démographie
L'évolution du nombre d'habitants est connue à travers les recensements de la population effectués dans la commune depuis 1793. Pour les communes de moins de 10 000 habitants, une enquête de recensement portant sur toute la population est réalisée tous les cinq ans, les populations de référence des années intermédiaires étant quant à elles estimées par interpolation ou extrapolation. Pour la commune, le premier recensement exhaustif entrant dans le cadre du nouveau dispositif a été réalisé en 2004.

En 2022, la commune comptait 225 habitants, en évolution de −11,07 % par rapport à 2016 (Allier : −1,38 %, France hors Mayotte : +2,11 %).
| 1793 | 1800 | 1806 | 1821 | 1831 | 1836 | 1841 | 1846 | 1851 |
| ---- | ---- | ---- | ---- | ---- | ---- | ---- | ---- | ---- |
| 714  | 809  | 694  | 689  | 703  | 736  | 727  | 720  | 752  |

| 1856 | 1861 | 1866 | 1872 | 1876 | 1881 | 1886 | 1891 | 1896 |
| ---- | ---- | ---- | ---- | ---- | ---- | ---- | ---- | ---- |
| 739  | 766  | 746  | 768  | 800  | 801  | 783  | 804  | 745  |

| 1901 | 1906 | 1911 | 1921 | 1926 | 1931 | 1936 | 1946 | 1954 |
| ---- | ---- | ---- | ---- | ---- | ---- | ---- | ---- | ---- |
| 710  | 715  | 674  | 613  | 558  | 556  | 533  | 510  | 482  |

| 1962 | 1968 | 1975 | 1982 | 1990 | 1999 | 2004 | 2006 | 2009 |
| ---- | ---- | ---- | ---- | ---- | ---- | ---- | ---- | ---- |
| 437  | 375  | 345  | 291  | 236  | 254  | 261  | 257  | 251  |

| 2014 | 2019 | 2022 | - | - | - | - | - | - |
| ---- | ---- | ---- | - | - | - | - | - | - |
| 257  | 229  | 225  | - | - | - | - | - | - |

### Enseignement
Varennes-sur-Tèche dépend de l'académie de Clermont-Ferrand. Elle gère une école élémentaire publique.
Hors dérogations à la carte scolaire, les collégiens sont scolarisés à Lapalisse et les lycéens à Cusset, au lycée Albert-Londres.

## Culture et patrimoine

### Lieux et monuments
- Église Saint-Léger (XIXe siècle).
- Château de Précord, au fond d'une étroite vallée, à 2,5 km au sud du bourg[26].

### Héraldique
|  | Les armes de la commune se blasonnent ainsi : Parti au 1er d’azur aux trois fleurs de lys d’or, à la cotice de gueules et au taureau furieux d’argent onglé de sable brochant sur le tout, au 2e d’or à la crosse de sable et à la fasce ondée d’azur brochant sur le tout. |